# Tomus ad Antiochenos

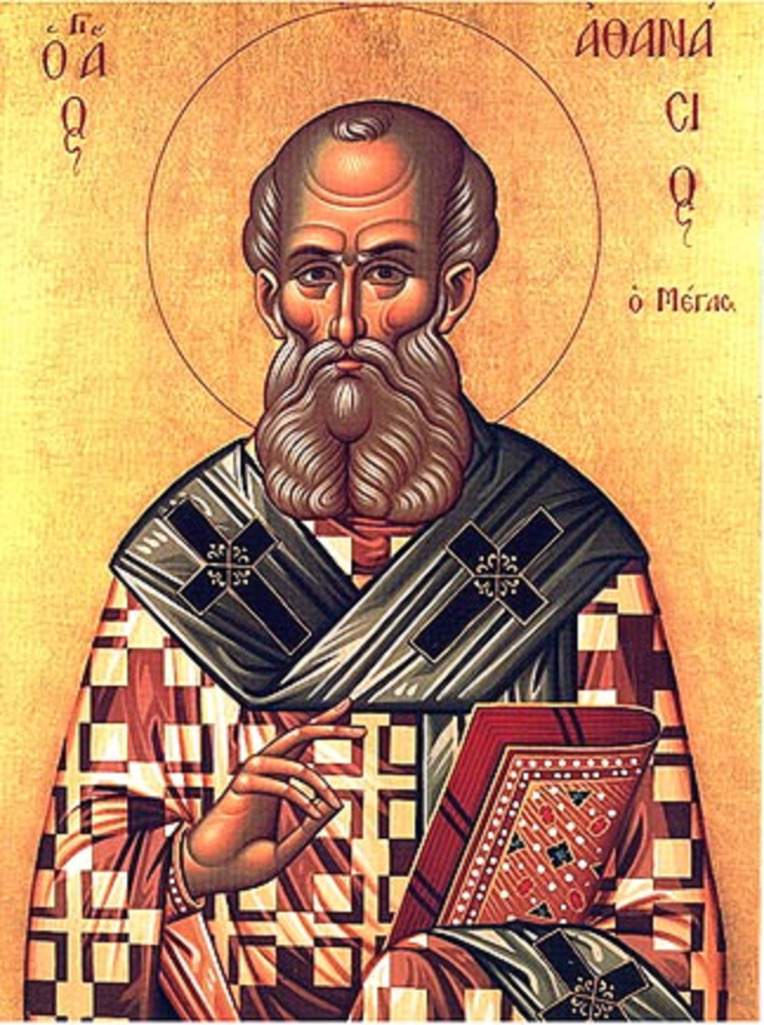
Abbildung des Athanasius von Alexandria auf einer Ikone

Der Tomus ad Antiochenos ist ein Brief bzw. Vermittlungsvorschlag, der von Bischof Athanasius von Alexandria im Namen einer 362 in Alexandria von ihm einberufenen Regionalsynode verfasst wurde und sich an eine Gruppe Bischöfe wandte, die eine Lösung für das Schisma zwischen „Eustathianern“ und „Meletianern“ in den Kirchengemeinden von Antiochia am Orontes suchten. Dieser Brief spielte eine Schlüsselrolle in den trinitätstheologischen Auseinandersetzungen zwischen dem Ein-Hypostasen-Modell und Drei-Hypostasen-Modell der Trinität, und nahm schon die Wende ab den 370er Jahren in dieser Frage vorweg.
Im Mittelpunkt steht das Anliegen, auf der Basis des Bekenntnisses von Nicäa eine theologische Einigung herbeizuführen. Durch die Einsicht, dass gewisse theologische Streitpunkte im arianischen Streit nicht nur auf Glaubensunterschieden, sondern auch auf unterschiedlichen Sprachregelungen bzw. begrifflichen Differenzen zwischen lateinischer und griechischer Sprache beruhten, bereitet der Tomus den Weg für die trinitätstheologische Sprachregelung der drei Kappadokier ab den 370er Jahren: Basilius von Cäsarea, dessen Bruder Gregor von Nyssa und deren gemeinsamer Freund Gregor von Nazianz etablierten in der Folge die Redeweise vom einen Wesen (ousia) und den drei Hypostasen Gottes, die durch die Entscheidung des Ersten Ökumenischen Konzils von Konstantinopel 381 (Nicäno-Konstantinopolitanum) Verbindlichkeit erlangte.

## Kirchen- und dogmengeschichtlicher Kontext

### Konstellation der trinitätstheologischen Auseinandersetzungen
Hintergrund des Tomus ad Antiochenos sind die Auseinandersetzungen um die Trinität, die traditionell als „arianischer“, in heutiger Dogmengeschichtsschreibung auch als „trinitarischer“ oder „subordinatianischer Streit“ bekannt sind. Einig waren sich die Kontrahenten, dass sich in Jesus Christus der Logos inkarniert hatte. Umstritten war aber insbesondere die Frage, wie das Verhältnis dieses Logos zu Gott, das Verhältnis des Sohnes zum Vater zu verstehen war. Das Konzil von Nicäa von 325 hatte die arianische Lehre verurteilt, dass der Sohn bzw. Logos nicht wahrer Gott, sondern ein Geschöpf (wenn auch das erste und erhabenste Geschöpf) Gottes sei und einen Anfang habe. Fast unmittelbar nach dem Konzil entzündeten sich aber besonders an zwei Punkten jahrzehntelange Kontroversen:
1. In den Anathematismen im Anhang des Bekenntnis von Nicäa werden jene als Häretiker verurteilt, die behaupten, der Sohn sei aus einer anderen Hypostase oder einem anderen Wesen (Ousia) als der Vater. Dies widersprach dem im – griechischsprachigen – Osten des Römischen Reiches seinerzeit weit verbreiteten Trinitäts-Verständnis im theologischen Fahrwasser des Origenes, nach der Vater, Sohn und Heiliger Geist drei unterschiedliche Hypostasen seien.[4]
2. Die nicänische Aussage, der Sohn sei wesenseins/wesensgleich (homousios) mit dem Vater, welche die Einheit Gottes betonte, konnte modalistisch verstanden werden, weswegen die Formel theologisch bei der im Osten dominierenden 'origenistischen Mittelgruppe' häretisch wirkte. Rund 30 Jahre später, ab etwa 357, entstanden schließlich die gemäßigt 'origenistischen' Homöusianer, welche statt der Wesensgleichheit die Wesensähnlichkeit des Sohnes lehrten; die gemäßigt 'origenistischen' Homöer, welche lediglich die Ähnlichkeit des Sohnes mit dem Vater 'nach den heiligen Schriften' lehrten, aber eine genauere Bestimmung dieser Ähnlichkeit ablehnten, da beispielsweise über das Wesen von Vater und Sohn in den Schriften nicht gesprochen werde; die radikalen Heterousianer, welche die Wesensverschiedenheit des Sohnes mit dem Vater vertraten und mit ihrer Radikalität die Entwicklungsdynamik ausgelöst hatten.[5]

### Die reichspolitische Situation
Kaiser Konstantin hatte zwar das Konzil von Nicäa einberufen und das nicänische Bekenntnis, insbesondere die Homousios-Formel, unterstützt, machte sich aber nach 325 im Interesse des Reichsfriedens für eine Wiederintegration der in Nicäa verurteilten Arianer stark. Kompromisslose und energische 'Anti-Arianer' wie Athanasius und Markell von Ankyra standen seinen Integrationsbemühungen im Weg.
Unter den Nachfolgern Konstantins war es vor allem Constantius II., Kaiser zunächst im Osten, ab 353 Alleinherrscher über das gesamte Reich, welcher neue Kompromiss-Formeln unter Abgrenzung vom nicänischen Bekenntnis suchte, was unter anderem zu Verbannungen des kompromisslosen Athanasius und zur Durchsetzung des so genannten homöischen Reichsdogmas Anfang des Jahres 360 führte. Diese unter kaiserlichem Druck zustande gekommenen Bekenntnisformel, wenig verändert gegenüber der Formel von Nike und der 4. sirminischen Formel, verbot zudem den Begriff 'Wesen' (usia) und seine Verwendung in Zusammenhang mit Gott Vater und seinem Sohn, ebenso den Begriff 'Hypostase' und seine – trinitätstheologische – Verwendung in Zusammenhang mit Gott Vater, seinem Sohn und dem Heiligen Geist.
Mit dem Tod von Kaiser Constantius II. 361 und dem Regierungsantritt seines Cousins und Rivalen Julian änderte sich die Kirchenpolitik grundlegend: Julian wollte die Einheit des Reiches durch Wiedereinführung des heidnischen Staatskultes sichern und überließ die Kirche sich selber, da ihm anders als seinen Vorgängern nichts an einer kirchlichen Einheit lag. Durch das Restitutionsedikt vom 9. Februar 362 wurden Verbannungen, darunter auch diejenige von Athanasius, aufgehoben, so dass dieser am 21. Februar 362 als Bischof nach Alexandria zurückkehren konnte.

### Die Synode von 362
Athanasius berief im Frühjahr oder Sommer 362 für verschiedene Anliegen eine Synode in Alexandria ein. Dort ging es u. a. um das Bekenntnis von Nicäa als alleinige theologische Basis. Ein weiter Punkt war die Vermittlung im großen Kirchengemeinden-Konflikt von Antiochia, konkret ging es um zwei der drei Fraktionen, die sich gebildet hatten. Einerseits gab es dort eine kleine Gemeinde von Anhängern des 327 abgesetzten Bischofs Eustathios von Antiochia um den Diakon Paulinus, die wie Athanasius altnicänisch das eine Wesen und die eine Hypostase Gottes lehrte und mit der sich Athanasius besonders verbunden fühlte. Andererseits gab es eine größere Gemeinde um den Bischof Meletius, der ein homöusianisches Glaubensbekenntnis und damit die östlich-origenistische Drei-Hypostasen-Lehre vertrat. Mit der dritten Gruppierung um Bischof Euzoius, einem engen Freund von Arius und Vertreter des homöischen Reichsdogmas, kam eine Verständigung von vornherein nicht in Frage.
Der 'Tomus ad Antiochenos' selbst entstand in Anschluss an die Synode. Als ein Rundschreiben der Synode kann die Epistula catholica gelten, von Athanasius als Hauptautor und mindestens einem Mitautor verfasst.

### Absender und Adressaten des Tomus ad Antiochenos
Der Tomus ist ein brieflicher Vermittlungsvorschlag von Athanasius, im Namen der Teilnehmer der Synode in Alexandria (362) an eine fünfköpfige Kommission aus Bischöfen gerichtet, die sich mit der Lösung für das 'antiochenische' bzw. 'Meletianische Schisma' beschäftigte. Der Vermittlungsvorschlag sollte von den Bischöfen den vom Schisma zwischen 'Eustathianern' und 'Meletianern' betroffenen Gemeinden in Antiochia zur Akklamation verlesen werden. Genannt werden (Tom pr., 'Einleitung') Eusebius von Vercelli und Lucifer von Calaris, Cymatius von Paltus, Asterius von Petra und Anatolius von Euboea, beide sonst nicht bekannt. Der Titel „Tomus ad Antiochenos“ ist nicht ganz präzise, der Brief wurde über die Bischofskommission nur mittelbar an die Gemeinden in Antiochia adressiert. Daher gilt der Titel als sekundär.
Zwei dieser Bischöfe, Eusebius und Asterius, waren selbst an der Synode von Alexandria anwesend. Sie sind dadurch nicht nur Adressaten, sondern auch Mitabsender, Letzteres gemeinsam mit „Athanasius und allen, die mit ihm in Alexandrien waren“ (Tom 10,2). Als Verfasser ist allerdings allein Athanasius durch die Überlieferung bezeugt, so schon früh nach seinem Tod durch seinen Nachfolger Petros sowie durch Apollinaris von Laodicea.

## Hauptthemen des Tomus ad Antiochenos
Der Brief thematisiert u. a. besonders hinsichtlich der Situation in Antiochia die Friedenssehnsucht der Christen, die Einheit der Kirche und Ablehnung des Arianismus, das Bekenntnis von Nicäa und seine Bedeutung sowie die Frage, ob es der Ergänzung bedarf, die Frage nach einer oder dreier Hypostasen in der Trinitätslehre, die menschliche Natur Christi und die damit verbundenen Schwierigkeiten sowie das Thema der Gottheit des Heiligen Geistes.

### Einheit der Kirche
Der Tomus beginnt mit einem Appell für die Kircheneinheit. Gegen das homöische Reichsdogma, das als 'arianisch' gilt, will Athanasius die Altnicäner, zu denen er Paulinus von Antiochia und inzwischen auch sich selbst zählt, wie auch die homöusianischen Origenisten des Ostens, verkörpert z. B. im abgesetzten Bischof Meletius von Antiochia, vereinen. Dies, weil „sehr viele, die vorher aus Streitsucht uns getrennt waren, nun Frieden halten wollen,“ (Tom 1,1) – gemeint sind die Meletianer.
Für die kirchliche Einheit sieht Athanasius den gemeinsamen Glauben als Voraussetzung: „und es gehört, daß es eine übereinstimmende Sinnesart gibt.“ (Tom 1,3) In drei Punkten konkretisiert Athanasius die gemeinsame Glaubensbasis: Von denen, die Gemeinschaft erbitten, sei zu fordern, „die arianische Häresie zu verdammen und den von den heiligen Vätern in Nicäa bekannten Glauben zu bekennen, aber auch die zu verdammen, die behaupten, der heilige Geist sei ein Geschöpf und von dem Wesen Christi getrennt.“ (Tom 3,1) Es geht also um die Ablehnung des Arianismus, die Festschreibung des Nicänums als gemeinsame Glaubensbasis und die Gottheit des Heiligen Geistes.

### Ablehnung des Arianismus
'Arianismus' ist für Athanasius inakzeptabel. Allerdings ist 'Arianismus' bei ihm schon immer ein pauschaler Kampfbegriff gewesen. Arius und seine Anhänger waren auf dem Konzil von Nicäa verurteilt worden und hatten die umstrittenen Ansichten, welche das Konzil verurteilt hatte, seither nicht wiederholt. Die vielen 'origenistischen' Gegner des Nicänums standen nicht in der theologischen Nachfolge von Arius, hatten dafür mit dessen Theologie die origenistische Tradition einer Unterordnung des Sohnes und des Heiligen Geistes unter den Vater gemein. Doch für Athanasius waren sie 'Arianier'. Distanzierung vom Arianismus bedeutete für ihn in der Zeit Tomus-Abfassung: „daß man die heilige Dreiheit nicht trennt und behauptet, eines von ihr sei ein Geschöpf“ (Tom 3,2) – nicht der Logos, wie Arius es gelehrt hatte, nicht der Heilige Geist, wie es die Pneumatomachen in der zweiten Hälfte des vierten Jahrhunderts lehrten.
Eine Reihe weiterer Häresien sollen, so fordert der Tomus, abgelehnt werden: Die theologischen Positionen des Sabellius, 'dynamischer' Monarchianismus, und des Paulus von Samosata, 'modalistischer' Monarchianismus, des Valentinus und des Basilides (beides Gnostiker) sowie des Manichäismus. Dabei handelte es sich um alte Häresien, die zum Zeitpunkt der Niederschrift des Tomus (362) als weitestgehend überwunden bzw. als schwer häretisch galten. Die Aufzählung dieser 'anerkannten' Häresien zusammen mit dem 'Arianismus' sollte dessen Irrgläubigkeit nochmals betonen; sie hatte zudem wohl den Zweck, Athanasius selbst und die Altnicäner im Westen wie auch gerade Markell von Ankyra bei den Origenisten im Osten vom Verdacht zu befreien, weiterhin bzw. in Wirklichkeit den modalistischen Monarchianismus des Sabellius zu vertreten. Die ausdrückliche Abgrenzung vom Sabellianismus im Tomus ad Antiochenos sollte entsprechend ebenso das Bekenntnis von Nicäa von jedem modalistischen 'Geruch' befreien.

### Suffizienz des Bekenntnisses von Nicäa
Die theologische Basis für die von Athanasius angestrebte Kirchengemeinschaft bildet das Glaubensbekenntnis des Konzils von Nicäa. Ausschließlich das Glaubenssymbol von Nicäa, und keines der anderen Glaubensbekenntnisse wie jenes von Serdica, soll die Basis der Kirchgemeinschaft sein: „sich auf nichts mehr als das in Nicaea Beschlossene zu berufen“ (Tom. 4,2).
Während es der Gemeinde um Paulinus kein Zugeständnis abverlangte, den Glauben von Nicäa zu bekennen, fiel es der Gemeinde um Meletius schwerer, dies zu akzeptieren, weil das Konzil von Nicäa die Ein-Hypostasen-Lehre vertreten hatte. Die Meletianer mussten darin ihre eigene, an Origenes sich orientierende Drei-Hypostasen-Lehre verurteilt sehen, was das Konzil von Serdica von 342/343 genauso verstanden hatte. Dieses Konzil, von den Kaisern Constans und Constantius II. einberufen, um eine Einigung zwischen Ost und West herbeizuführen, war gescheitert und schon am Anfang in zwei konkurrierende Konzile zerfallen, die sich gegenseitig verurteilten.
Im Tomus spielt Athanasius die Bedeutung des Konzils von Serdica und insbesondere das Serdicense, also die Bekenntnisformel, mit der das westliche Konzil die Drei-Hypostasen-Lehre des Ostens verurteilt hatte, herunter (Tom 5,1). Sein Bericht über das Konzil, manche hätten dort ein neues Bekenntnis verabschieden wollen, aber die Mehrheit habe sich zum Nicänum bekannt, dürfte anachronistisch stilisiert sein: Athanasius selbst geht erstmals 20-30 Jahre nach dem nicänischen Konzil (325), also nach 345/355, auf das Konzil in Nicäa ein, wie sein Brief De decretis Nicaenae synodi ('Über die Beschlüsse des Synode von Nizäa') zeigt, und formuliert erstmals einen umfassenden Anspruch des Nicänums. Das Serdicense müsse vielmehr als Auslegung des Nicänums verstanden werden. Gerade dies stand aber einer Annahme des Nicänums durch Meletius und die Origenisten des Ostens entgegen. Diese hatten das Bekenntnis von Nicäa stets mit der schroff anti-origenistischen Interpretation, die ihm das Konzil von Serdica gegeben hatte, identifiziert. Doch indem Athanasius im Tomus das Serdicense in seiner Bedeutung herunterspielte, ermöglichte er den Anhängern des Meletius und den östlichen Theologen, das Bekenntnis von Nicäa anzunehmen, das innerhalb von Athanasius’ Schriften wohl erstmals im Tomus die Position des ausschließlich und allumfassend akzeptierten Glaubensbekenntnis erlangte.
Trotzdem ist mit dieser Abkehr des Athanasius von den Lehren des Konzils von Serdica das Problem nicht gelöst. Es bleibt der Streit bestehen, ob man von der einen Hypostase des Vaters, des Sohnes und des Heiligen Geistes reden müsse, wie der Westen es im Anschluss an das Konzil von Nicäa tat, oder von drei Hypostasen, wie es der Osten im Anschluss an Origenes tat.

### Die Frage der Hypostasen
In einem fiktiven Dialog wurden im Tomus Anhänger der Drei-Hypostasen-Position gefragt, ob sie diese nicht vielleicht doch arianisch verstanden, „(die Hypostasen) seien fremd und entfremdet, untereinander jeweils anderen Wesens,“; oder in einem tritheistischen Sinn, „wie andere Häretiker von drei Mächten und drei Göttern reden“ (Tom 5,3). Die Anhänger der Drei-Hypostasen-Lehre wiesen dies von sich. Der Grund, von drei Hypostasen zu sprechen, sei vielmehr der Glaube „an die heilige Dreiheit, nicht nur an eine Dreiheit dem Namen nach, sondern eine, die wirklich ist und besteht,“ (Tom 5,4). Das Bekenntnis zur Einheit Gottes sehen sie darin nicht gefährdet, vielmehr berichtet der Tomus, sie hätten sich der nicänischen Formel, der Sohn sei „wesensgleich mit dem Vater“ (homousios) angeschlossen (Tom 5,4).
Sie bringen damit zusätzlich jenes anti-modalistische Anliegen zum Ausdruck, das schon Origenes bei seiner Formulierung von der in Gott existierenden 'immanenten' wie abgestuften Trinität von Vater und Sohn, beide durch die Harmonie und Identität des Wollens zur Einheit verbunden, und Heiligem Geist geleitet hatte und das die weströmische Theologie in der Tradition Tertullians durchaus teilte.
Der 'Modalismus' bzw. modalistische Monarchianismus vertrat dagegen die volle Gottheit des Sohnes und gelangte dabei zwecks Wahrung des Monotheismus zu Positionen, die auf eine Identität von Vater und Sohn hinausliefen, da sie lediglich je nach Situation unterschiedliche Seinsweisen des einen Gottes darstellten, zwischen denen keine reale Differenz bestände.
Umgekehrt wurde Vertretern der nicänischen Ein-Hypostasen-Lehre in einem fiktiven Dialog die Frage gestellt, ob sie dies nicht vielleicht im Sinn des Sabellius, also modalistisch, verstehen würden. Sie verneinten dies und beteuerten, ihre Ein-Hypostasen-Lehre beruhe auf der Überzeugung, dass „der Sohn aus dem Wesen des Vaters ist und wegen der Gleichheit der Natur“ (Tom 6,2). Die Natur des Sohnes und des Heiligen Geistes ist derjenigen des Vaters nicht fremd – die Ein-Hypostasen-Lehre also klar anti-arianisch zu verstehen.
Das Ergebnis dieser fiktiven Dialoge entsprach natürlich der Intension von Athanasius, dass jede Seite die so interpretierte Lehre der jeweils anderen akzeptieren konnte. Die Widersprüche der Bekenntnisformeln wurden auch mit Unterschieden im Sprachgebrauch erklärt, nicht als sachliche Differenzen (vgl. Tom 6,3-4).

### Die menschliche Natur Christi
Jenseits der trinitätstheologischen Themen greift der Tomus in einem vergleichsweise kurzen Abschnitt auf eher einfache Weise die christologische Frage der menschlichen Natur Christi auf. Wie zuvor kommen wieder die zwei nicht benannten 'Parteien' zu Wort, doch wird in diesem Abschnitt gleich ihre Übereinstimmung referiert und besonders 'nicht rechtgläubige' theologische Positionen hervorgehoben. So wird unterstrichen, dass die Verbindung von Gott und Mensch in Jesus Christus nicht nach Art der Propheten vorgestellt werden darf, die das Offenbarungswort empfangen haben, „sondern das Wort selbst ist Fleisch geworden“ (Tom 7,1 in Anlehnung an Joh 1,14 ). Die Vorstellung, wie sie beispielsweise der Miaphysitismus des Apollinaris von Laodicea vertrat, Jesus Christus habe einen seelenlosen menschlichen Leib gehabt, in dem der göttliche Logos die menschliche Seele ersetzt habe, wird abgelehnt (Tom 7,2). Die Einheit des menschlichen und göttlichen Handelns in Christus wird betont.
Die Kürze und Einfachheit dieses Abschnittes könnte darauf hindeuten, dass diese christologische Frage zumindest für Athanasius nicht die Bedeutung hatte, wie die im Tomus zuvor behandelten trinitätstheologischen Fragen. Ebenso ist es möglich, dass der christologische Abschnitt tatsächliche oder auch vermeintliche Differenzen in Antiochia zwischen 'Eustathianern' und 'Meletianern' referiert, wobei den Meletianer eine apollinarische Christologie vielleicht mehr unterstellt wurden, die allerdings noch nicht so früh belegt ist, vielleicht aber auch 'arianische' bzw. 'homöische'.

### Die Gottheit des Heiligen Geistes
In Hinsicht der Gottheit des Heiligen Geistes geht der Tomus schließlich über den Wortlaut des Bekenntnisses von Nicäa hinaus, wenn auch nur in Form einer negativen Abgrenzung: Es seien auch die zu verurteilen, die glauben würden, der Heilige Geist sei geschaffen, ein Geschöpf, und vom Wesen Christi getrennt. Die Göttlichkeit, welche im Nicänum für Vater und Sohn gilt, wird durch die mit dieser Formulierung indirekt behauptete göttliche Würde des Heiligen Geist ergänzt. In den anschließenden Zeilen des Tomus wird der Heilige Geist folgerichtig, wieder negativ bestimmt, zur heiligen Dreiheit gezählt (Tom 3,1).
Das nicänische Bekenntnis hatte zwar den Heiligen Geist zumindest erwähnt, doch ohne jede Erläuterung. Erst das Nicäno-Konstantinopolitanum sollte den dritten, pneumatologischen Artikel des Bekenntnisses erweitern, dem Heiligen Geist mit den Prädikaten „Herr“ und „Lebendigmacher“ göttliche Würde zuerkennen und ihm gleiche Anbetungswürdikeit wie dem Vater und dem Sohn zusprechen. Der Tomus nimmt diese pneumatologische Aufwertung vorweg.

## Wirkung und Würdigung
Betrachtet man die Wirkungsgeschichte des Tomus ad Antiochenos, so ist zu unterscheiden zwischen den direkten Auswirkungen auf das antiochenische Schisma, das den Anlass des Schreibens geboten hatte, und den längerfristigen theologischen Auswirkungen auf die Trinitätslehre.

### Das Scheitern der angestrebten Kirchengemeinschaft
Sein unmittelbares Ziel hat der Tomus nicht erreicht: Das meletianische Schisma existierte noch bis zum Ende des 4. Jahrhunderts. Dies, obwohl der Tomus die theologischen Differenzen des Schismas behoben hatte. Paulinus bezeugte in einem zustimmenden Text samt Unterschrift nach Ankunft des Tomus in Antiochia, dass er die darin ausgesprochenen Erklärungen annahm, insbesondere die Redeweise von den drei Hypostasen, die er zuvor abgelehnt hatte. Auch Meletius zeigte, dass er mit dem Tomus inhaltlich übereinstimmte: Als Kaiser Julian 363 starb und ihm Jovian auf den Kaiserthron folgte, wandten sich Meletius und die Synode von Antiochia von 363 mit einem Synodalschreiben an den neuen Herrscher. Sie bekundeten darin ihre Treue zum Bekenntnis von Nicäa.
Das antiochenische Schisma soll vor allem aufgrund kirchenpolitischer Differenzen weiterbestanden haben: Lucifer von Calaris soll Paulinus zum Bischof geweiht haben, noch bevor die Bischofskommission ihre Vermittlungsarbeit aufnehmen konnte. Dies mussten Meletius und seine Anhänger als Provokation auffassen. Hinzu kam, dass Athanasius seinen altnicänischen Gefährten Paulinus sofort als Bischof anerkannte und die geeinte antiochenische Gemeinde unter dessen Leitung sehen wollte, nicht unter derjenigen des Meletius. Allerdings hat Paulinus aus Antiochia offenbar zwei Diakone nach Alexandria zur Synode gesandt. Zumindest sind die Unterschriften der Diakone Maximus und Calhemerus, die in einem Anhang u. a. zusammen mit den Bischöfen der 'Bischofskommission' den Tomus per Unterschrift bestätigen und ausdrücklich als die Diakone und Abgesandten von Paulinus erwähnt werden, überliefert. Die Diakone konnten wiederum nur dann von Paulinus nach Alexandria geschickt worden sein, wenn er selber schon als Bischof amtierte, so dass der Grund für den Weiterbestand des Schismas in Antiochia wohl eher nicht in einer unabgesprochenen, vorzeitigen Bischofsweihe des Paulinus durch Lucifer von Calaris bestand, da diese wahrscheinlich gar nicht stattgefunden hat trotz entsprechend späterer Angaben bei Kirchenhistorikern.

### Wegbereitung der Trinitätslehre der Kappadokier
Wenn auch das unmittelbare Anliegen einer Kirchengemeinschaft in Antiochia scheiterte, so setzte doch die „Verflüssigung eingefahrener Argumentationsstrategien… auf lange Sicht erhebliche theologische Kreativität frei“. Indem der Tomus die Rede von einer Hypostase ebenso legitimierte wie diejenige von dreien, indem er so die Identifikation von Ousia und Hypostase aufhob, bereitete er den Weg zu einer Sprachregelung, welche Ousia als Begriff etablierte, der die Einheit Gottes ausdrückte, während Hypostase verwendet werden konnte, um die Dreiheit von Vater, Sohn und Heiligem Geist auszudrücken.
Die trinitätstheologischen Auseinandersetzungen vor der Synode von Alexandria waren Ausdruck eines Dilemmas gewesen. Das Dilemma hatte darin bestanden, dass (gegen den Vorwurf des Tritheismus) die Einheit Gottes gewahrt werden musste, zugleich (u. a. gegen den Arianismus) an der Göttlichkeit des Sohnes und (gegen die Pneumatomachen) an derjenigen des Heiligen Geistes festgehalten werden musste, ebenso aber (gegen den Sabellianismus) die wahrhaft existierende, nicht nur nominelle Dreiheit von Vater, Sohn und Heiligem Geist zur Geltung gebracht werden musste. Wie Tom 5,3-6,4 zeigt, ging es Athanasius und der Synode von Alexandria genau darum, dieses Dilemma zu lösen, indem sie dem Anliegen der Einheit Gottes ebenso Raum gaben wie demjenigen der Dreiheit.
Basilius von Cäsarea war es, der das trinitätstheologische Dilemma durch die Redeweise von einer Ousia und drei Hypostasen endgültig lösen konnte. Im Verbund mit den beiden anderen großen Kappadokiern – seinem Bruder Gregor von Nyssa und ihrem gemeinsamen Freund Gregor von Nazianz – ist ihm gelungen, dieser Lösung zum Durchbruch und mit Unterstützung des oströmischen Kaiser Theodosius I. zur Alleingültigkeit zu verhelfen sowie die Kirche des Römischen Reiches auf der Basis des Bekenntnis von Nicäa wieder zu einen, wie Athanasius es wohl erhofft hatte.

### Nicänum in Varianten
Athanasius und die Synode von Alexandria waren zur Einsicht gekommen, dass es auf der Basis des Nicänums nicht nur eine, sondern unterschiedliche theologische Lehrmeinungen und trinitarische Sprachmöglichkeiten geben konnte. Damit unterschieden sie sich von früheren Interpretationen des nicänischen Bekenntnis, insbesondere derjenigen, welche das Konzil von Serdica gegeben hatte. Doch das Glaubensbekenntnis des Tomus grenzt sich auch gegenüber theologischen Positionen ab, die für häretisch gehaltenen wurden, insbesondere der 'Arianismus' und Sabellianismus.

## Überlieferungs- und Editionslage

### Handschriftliche Überlieferung
Noch sind die Werke des Athanasius nicht in einer vollständigen kritischen Edition erschienen, weswegen die Athanasius-Forschung erst vorläufige Aussagen über die handschriftliche Überlieferung, über Abhängigkeiten und Traditionslinien von Handschriften machen kann. Obwohl durch die zwischenzeitliche Athanasiusforschung zum Teil überholt, sind die Arbeiten von Hans-Georg Opitz immer noch wichtig, der in den 1930er-Jahren nicht nur einen Teil der Werke des Athanasius kritisch edierte, sondern auch die Überlieferungsgeschichte der Schriften des Athanasius eingehend untersucht hat. Für den Tomus ad Antiochenos liegt nun seit 2006 eine kritische Edition des griechischen Textes mit Einleitung vor, welche den aktuellen Forschungsstand wiedergibt.

#### Texttraditionen und Handschriften mit Athanasius-Werksammlungen
Die Werke des Athanasius sind in vier Texttraditionen oder Sammlungen überliefert, welche die Herausgeber der kritischen Edition mit den Buchstaben a, b, x und y benannt haben. Der Tomus ist als einziges Werk des Athanasius in drei dieser Texttraditionen enthalten, der a-, b- und y-Tradition; in der x-Sammlung ist er nicht enthalten.
Während zwischen der a- und b-Version nur geringe Unterschiede bestehen, unterscheiden sich diese beiden stark von der y-Version. Erstere enden mit dem Schlussgruß in Kap. 9,3, Letztere enthält zusätzlich noch Anhänge, in denen verschiedene Autoren ihr Einverständnis mit dem Tomus ausdrücken. Nach heutigem Forschungsstand gilt die kürzere Fassung der a- und b-Version als die ursprüngliche, während es sich bei den Zusätzen in der y-Version um sekundäre Ergänzungen handelt, welche bereits die Nachgeschichte der Synode widerspiegeln.
In einigen der Handschriften, in denen die Werke des Athanasius überliefert sind, wurden mehrere dieser Sammlungen zusammengestellt. Doppelüberlieferung ein und desselben Werkes in einer Handschrift wurde aber vermieden, sodass der Tomus ad Antiochenos in jeder Handschrift nur einmal enthalten ist, auch wenn die Handschrift mehrere der alten Sammlungen, die den Tomus ad Antiochenos enthalten haben, umfasst.
Die wichtigsten Handschriften, die den Tomus ad Antiochenos überliefern, sind die folgenden:
- Für die y-Tradition: die Kodizes B (Universitätsbibliothek Basel, Ms. A III 4)[38], K (Athos, Hiera Mone Batopediou, Ms. 5/6)[39], O (Real Biblioteca, San Lorenzo de El Escorial, Ms. gr. X II 11 [371])[40], P (Biblioteca Palatina, Parma Ms. Pal. 10)[41], S (Bibliothèque nationale de France, Paris, Coislin. 45 (133)).[42]
- Für die a-Tradition: Codex R (Bibliothèque nationale de France, Paris, Ms. gr. 474).[43]
- Für die b-Tradition: Codex Z (Biblioteca Apostolica Vaticana, Vat. gr. 1431)[44] sowie die syrische Übersetzung Σ (British Library, London, Or. 8606).[45]

#### Sekundärüberlieferung
Zwei Exzerpte aus dem Tomus ad Antiochenos finden sich im Florilegium Edessenum, wobei der Text neben einigen Sonderlesarten enthält, sonst aber vom oben genannten vatikanischen Codex Z abhängig ist. Innozenz von Maronea, Severus von Antiochia, Timotheus Aelurus und das armenische Siegel des Glaubens enthalten alle ein Exzerpt aus Tom 7,2-3.
Die Einverständniserklärung des Paulinus zum Tomus (Tom 11,2) war ein anfänglich eigenständig fixierter Text, der erst in einer späteren Kollektion Teil der y-Tradition des Tomus wurde. Die Zustimmung von Paulinus ist ansonsten im Panarion des Epiphanios von Salamis, einem Werk zur Widerlegung achtzig häretischer Lehrsysteme, isoliert überliefert. Dabei legt der Kontext nahe, dass Epiphanios diese Erklärung nicht als Teil des Tomus ad Antiochenos, sondern als eigenständiges Dokument vorlag, weshalb seine Fassung als unabhängiger Textzeuge zu werten ist.

### Texteditionen
Die erste Druckausgabe (editio princeps) der Werke des Athanasius und damit auch des Tomus ad Antiochenos ist die 1601 in Heidelberg erschienene Editio Commeliniana. Diese Ausgabe wurde auch von den Maurinern Jacques Lopin und Bernard de Montfaucon für ihre dreibändige Werkausgabe benutzt, die 1698 in Paris erschienen ist und – außer bei den inzwischen in kritischen Editionen erschienen Einzelwerken, zu denen der Tomus ad Antiochenos gehört – bis heute als Standard gilt. Die Ausgabe in der Patrologia graeca von Jacques Paul Migne (PG 26,796-809) ist ein Nachdruck der Mauriner Edition.
Hans-Georg Opitz arbeitete in den 1930er Jahren im Auftrag der Kirchenväterkommission der Preußischen Akademie der Wissenschaften am zweiten und dritten Band der kritischen Edition der Schriften des Athanasius. Wegen seines frühen Todes 1941 konnte Opitz die Edition nicht zu Ende führen, den Tomus ad Antiochenos hat er nicht bis zum Druck bearbeiten können. Seine editorische Grundentscheidung, nicht eine möglichst gute Annäherung an den ursprünglichen Athanasius-Text zu versuchen, sondern der wirkungsgeschichtlich zentralen Textfassung Priorität zu geben, wird aus heutiger editorischer und textkritischer Sicht kritisiert.
Auch nach dem Zweiten Weltkrieg kam Edition von Band II nicht voran. Walther Eltester und später Wilhelm Schneemelcher arbeiteten daran, Letzterer übergab 1998 alle seine Vorarbeiten an Hanns Christof Brennecke. Im Rahmen einer Arbeitsgruppe an der Universität Erlangen und im Auftrag der Berlin-Brandenburgischen Akademie der Wissenschaften konnte dieser die Edition von Band II dann 2006 zum Abschluss bringen.

### Übersetzungen
Eine antike Übersetzung ins Syrische ist in einer einzigen Handschrift erhalten (s. o.). Sie wurde 1967 von Robert W. Thomson publiziert und ins Englische übersetzt. Diese Übersetzung gilt textkritisch als eigenständiger Textzeuge. Antike Übersetzungen ins Lateinische sind in Sekundärüberlieferungen belegt. Die erste lateinische Druckausgabe des Tomus ad Antiochenos ist 1556 bei Hieronymus Froben in Basel erschienen.
An Übersetzungen in moderne Sprachen liegen die folgenden vor: Eine Übersetzung ins Deutsche ist erschienen im 39-bändigen Sammelwerk Sämtliche Werke der Kirchenväter aus dem Urtext in das Teutsche übersetzt (SWKV, Kempten 1831–1853) in Band 16 von 1836, S. 313–325. Eine englische Übersetzung hat W. Bright, Later Treatises of St. Athanasius, Oxford 1881, vorgenommen (Band 46 der Reihe Library of the Fathers of the Holy Catholic Church). In der Reihe A Select Library of the Nicene and Post-Nicene Fathers (Reprint Grand Rapids 1980–1991) ist eine Übersetzung ins Englische von H. Ellershaw erschienen (Bd. 4, S. 483–486).
Eine neue deutschsprachige Übersetzung wurde 2014 als Teil der Athanasius-Werke von der Arbeitsstelle Athanasius Werke an der Universität Erlangen-Nürnberg veröffentlicht. Im Rahmen kirchengeschichtlicher Sekundärliteratur bieten auch Ignacio Ortiz de Urbina und Changseon Yeum eine Übersetzung des Tomus ad Antiochenos ins Deutsche.